# Teda kyrka
Teda kyrka är en kyrkobyggnad som tillhör Tillinge och Södra Åsunda församling i Uppsala stift. Kyrkan ligger omkring en mil sydväst om Enköping, nära gränsen till Västmanland.

## Kyrkobyggnaden
I sin nuvarande form består kyrkan av ett rektangulärt långhus med rakt avslutat kor i öster och en sakristia vid korets norra sida. Sakristian har blinderingar av tegel som föreställer ett kors på ett vågrätt band. Vid korets södra sida finns ett gravkor som tillkommit på 1600-talet. Kyrkans putsade murar består huvudsakligen av natursten, medan gravkoret är murat i tegel på sandstenssockel. Långhus och sakristia täcks av spånklädda sadeltak, medan gravkoret täcks av en karnissvängd spånklädd huv med åttasidig lanternin. Ingången ligger vid långhusets västra kortsida. Kyrkans långsträckta form antyder att den tillkommit under flera etapper. Dess utseende präglas främst av en omfattande restaurering som genomfördes 1754.

### Tillkomst och medeltida ombyggnader
Ursprungliga kyrkan i romansk stil uppfördes omkring år 1200 och var möjligen gårdskyrka till en av traktens gårdar. Omkring år 1300 förlängdes kyrkan åt öster till dubbla längden och blev en salkyrka. I samband med förlängningen uppfördes troligen även sakristian i nordost. Sakristians innertak försågs med ett tunnvalv av tegel. Omkring år 1500 försågs kyrkorummets innertak med stjärnvalv av typen sturevalv. Liknande valv finns i Enköpings-Näs kyrka, Vårfrukyrkan i Enköping och i Stora Tuna kyrka i Dalarna. Samtidigt som valven slogs togs en ny ingång upp till sakristian. Ett numera rivet vapenhus vid sydvästra sidan byggdes troligen samtidigt med valven.

### Senare ombyggnader
Kalkmålningar tillkom i två omgångar under 1600-talets första hälft. Ett gravkor vid sydöstra sidan byggdes på 1680-talet för Arvid Ivarsson Natt och Dag. Efter senare innehavare kom det att kallas Stureska gravkoret. Under slutet av 1600-talet byggdes ett litet gravhus av trä vid kyrkans södra sida över Johan Skalm av Karelen. Gravhuset revs omkring år 1830. En omfattande restaurering genomfördes 1754 då nya fönster togs upp och fönsteröppningarna fick sin nuvarande stickbågiga form. Vapenhuset revs eftersom det hindrade en symmetrisk placering av de nya fönstren. Som ersättning för vapenhuset togs en ny ingång upp i västra gaveln. Sakristian fick sitt nuvarande fönster i norra väggen. Ett fönster vid sakristians östra vägg sattes igen och i dess fönsternisch inrättades ett skåp till förvaring av nattvardsvin. Invändigt vitkalkades kyrkan varvid kalkmålningarna doldes. Ny bänkinredning tillkom och predikstolen flyttades från södra till norra väggen. Eventuellt var det då som gravkorets tak byggdes om. Åren 1954-1955 genomfördes en invändig restaurering efter förslag av konservator Torsten Hjelm. Väggar och valv målades i en gråvit ton, kalkmålningarna togs fram och två smygar till medeltida fönsteröppningar togs fram. Vapensköldar och medeltida träskulptur konserverades. Äldre färg på predikstolen togs fram och övrig inredning målades om. Vidare återställdes Stureska gravkoret, som vid en restaurering 1908 hade inretts till sakristia.

## Inventarier
- Skaftet till en dopfunt är från medeltiden och kyrkans äldsta föremål. Skaftet har flätornamentik och är troligen ett gravklot från förhistorisk tid. Enligt lokal sägen har klotet tidigare legat på den så kallade Haraldshögen som finns vid Svinnegarn, och som sannolikt är från  vendeltiden.En dopskål av tenn är tillverkad 1648. Ett dopskålsställ, av gråmålat och förgyllt trä, är från 1785.
- Predikstolen bär årtalet 1644. Korgens fält har de fyra evangelisterna insatta i nischer.
- Nuvarande bänkinredning är färdigställd 1754 av klockaren Sångfors. Vid restaureringen 1908 breddades sitsarna och ryggstöden lutades tillbaka.
- Orgeln är byggd 1785 av Pehr Niclas Forsberg och restaurerad 1995.
- Två helgonskulpturer föreställande en man och en kvinna finns bevarade. Skulpturerna har troligen hört till ett altarskåp från 1300-talet.
- En sexarmad ljuskrona av malm är skänkt till kyrkan 1714.
- En nummertavla är inköpt 1805.

### Orgel
Den nuvarande orgeln byggdes 1785 av Per Niclas Forsberg, Stockholm Orgeln är mekanisk med slejflåda och har ett tonomfång på 51/20. 1853 omdisponerades orgeln av Johan Adolf Lundell, Teda. Mellan 1921 och 1948 användes ett harmonium i kyrkan. År 1948 renoverades orgeln av Bröderna Moberg, Sandviken.
| Manual                 | Pedal   |
| Flöjt 8' D (från c1)   | Bihängd |
| Fugara 8' B/D (F#0/g0) |         |
| Gedakt 8'              |         |
| Principal 4'           |         |
| Kvinta 3'              |         |
| Oktava 2'              |         |

## Omgivning
Kyrkogården har sin huvudsakliga utbredning åt söder. Omgivande kyrkogårdsmur är omnämnd i början av 1700-talet och har varit täckt med trätak fram till 1775. Söder om kyrkan, på kyrkogården står en brädklädd klockstapel, som är uppförd under första hälften av 1700-talet. I stapeln hänger två kyrkklockor. Stora klockan är omgjuten 1678 och bär runt halsen en inskrift på latin som översatt lyder: "Denna klocka är förfärdigad till S. Birgittas ära 1407". Lilla klockan är gjuten 1768 av Lars Björkman i Sala.

## Diskografi
- 1700-talsorglar i Enköpingstrakten. Staffan Holm, orgel. Inspelad i Teda kyrka, Fröslunda kyrka och Enköpings-Näs kyrka, 5-7 juni 2001. CD. True Track TTPCD 023. 2001.

### Webbkällor
- byggnadspresentation
- Församlingen informerar om kyrkan